# هالشلاگ
هالشلاگ (به آلمانی: Hallschlag) یک شهر در آلمان است که در فولکانایفل واقع شده‌است. هالشلاگ ۵۵۹ نفر جمعیت دارد.